# Stanleytown (Virginia)
Stanleytown es un lugar designado por el censo (en inglés, census-designated place, CDP) situado en el condado de Henry, Virginia (Estados Unidos). Según el censo de 2020, tiene una población de 1385 habitantes.

## Demografía
Según el censo del 2000, en ese momento Stanleytown tenía 1.515 habitantes, 662 viviendas, y 442 familias. La densidad de población era de 218,3 habitantes por km².
De las 662 viviendas en un 22,7%  vivían niños de menos de 18 años, en un 52%  vivían parejas casadas, en un 9,4% mujeres solteras, y en un 33,1% no eran unidades familiares. En el 27,9% de las viviendas  vivían personas solas el 14% de las cuales correspondía a personas de 65 años o más que vivían solas. El número medio de personas viviendo en cada vivienda era de 2,29 y el número medio de personas que vivían en cada familia era de 2,73.
Por edades la población se repartía de la siguiente manera: un 17,8% tenía menos de 18 años, un 8,8% entre 18 y 24, un 27,1% entre 25 y 44, un 25,6% de 45 a 60 y un 20,7% 65 años o más.
La edad media era de 42 años.  Por cada 100 mujeres de 18 o más años  había 103,9 hombres.
Los ingresos medios por vivienda eran de $32.386 y los ingresos medios por familia eran de $36.927. Los hombres tenían ingresos medios por $26.164 mientras que las mujeres tenían ingresos medios por $17.063. Los ingresos per cápita de la población eran de $18.959.. En torno al 12,4% de las familias y el 14,4% de la población estaban por debajo del umbral de pobreza.

## Localidades adyacentes
El siguiente diagrama muestra a las localidades más próximas a Stanleytown.